# Solution (pharmacie galénique)
Pour les articles homonymes, voir Solution.
En pharmacie galénique et selon la Pharmacopée européenne, une solution est une forme galénique liquide utilisée pour l’administration d’au moins un principe actif de médicament par différentes voies d’administration. Le tableau suivant présente quelques exemples. 
| Voie d'administration | Solution                         | Action                                                                     | Forme galénique | Solvant                                                    |
| --------------------- | -------------------------------- | -------------------------------------------------------------------------- | --- | ---------------------------------------------------------- |
| Voie buccale          | Solution pour bains de bouche    | Locale                                                                     | Solution prête à l’emploi ou solution à diluer | Eau                                                        |
| Voie buccale          | Solution buccale                 | Locale ou systémique                                                       | |                                                            |
| Voie buccale          | Solution pour gargarisme         | Locale                                                                     | Solution prête à l’emploi, solution à diluer ou peut également être obtenue à partir de poudres ou de comprimés à dissoudre dans l’eau au moment de l’emploi | Eau                                                        |
| Voie buccale          | Solution gingivale               | Locale                                                                     | A appliquer sur la gencive, au moyen d’un applicateur approprié                                                                                              | Eau, éthanol, glycérol, etc.                               |
| Voie nasale           | Solution pour lavage nasal       | Locale : nettoyage des fosses nasales                                      | Spray, gouttes | Eau isotonique et à pH proche des fluides naseaux          |
| Voie ophtalmique      | Solution pour lavage ophtalmique | Locale : rinçage ou lavage des yeux ou imbibition des compresses oculaires | | Eau stérile, isotonique et à pH proche de celui des larmes |